# Brzytwa Hanlona
Brzytwa Hanlona – aforyzm, który można sformułować jako: „Nie należy domniemywać złej woli, jeśli coś daje się zadowalająco wyjaśnić głupotą” (z angielskiego: Never attribute to malice that which is adequately explained by stupidity). Ta znana również w kilku innych wariantach (np. zamiast „głupota” występuje „niekompetencja” lub „nieudolność”) zasada filozoficzna sugeruje unikanie mniej prawdopodobnych wyjaśnień ludzkiego zachowania. Nazwa prawdopodobnie pochodzi od Roberta J. Hanlona, który zamieścił to zdanie w książce z żartami. Podobne powiedzenia były znane już od przynajmniej XVIII wieku.

## Pochodzenie
Inspirowana brzytwą Ockhama nazwa „brzytwa Hanlona” zaczęła funkcjonować w roku 1990 w słowniku gwary programistów Jargon File, jednakże sam aforyzm był w powszechnym użyciu już lata wcześniej.